# Zdeněk Kudrna (ekonom)
Zdeněk Kudrna (* Brno) je český ekonom, působí na Univerzitě Salcburk.

## Život
Vystudoval politickou ekonomii na Středoevropské univerzitě (získal titul Ph.D.). Učil na Vídeňské univerzitě, Univerzitě Karlově v Praze a Středoevropské univerzitě v Budapešti. Působí jako výzkumný pracovník Salzburg Centre of European Union Studies na Univerzitě Salcburk, ve svém výzkumu se věnuje ekonomické a fiskální integraci Evropské unie a regulaci finančních trhů.
Je poradcem Mezinárodního měnového fondu a Světové banky, dále pak Rozvojového programu OSN a Ministerstva financí ČR. Pravidelně komentuje evropské záležitosti v českých a slovenských médiích.
Od roku 2002 je ženatý, s manželkou Slávkou Kudrnovou žijí od roku 2017 ve švýcarském Bernu.